# Municipio de Paradise (Míchigan)
El municipio de Paradise (en inglés: Paradise Township) es un municipio ubicado en el condado de Grand Traverse en el estado estadounidense de Míchigan. En el año 2010 tenía una población de 4713 habitantes y una densidad poblacional de 34,34 personas por km².

## Geografía
El municipio de Paradise se encuentra ubicado en las coordenadas 44°34′39″N 85°29′58″O / 44.57750, -85.49944. Según la Oficina del Censo de los Estados Unidos, el municipio tiene una superficie total de 137.23 km², de la cual 136.93 km² corresponden a tierra firme y (0.21%) 0.29 km² es agua.

## Demografía
Según el censo de 2010, había 4713 personas residiendo en el municipio de Paradise. La densidad de población era de 34,34 hab./km². De los 4713 habitantes, el municipio de Paradise estaba compuesto por el 96.8% blancos, el 0.74% eran afroamericanos, el 0.74% eran amerindios, el 0.13% eran asiáticos, el 0.06% eran isleños del Pacífico, el 0.13% eran de otras razas y el 1.4% pertenecían a dos o más razas. Del total de la población el 2.27% eran hispanos o latinos de cualquier raza.